# Shinji Tominari
Shinji Tominari (japanisch 冨成 慎司 Tominari Shinji; * 22. Februar 1987 in der Präfektur Gifu) ist ein japanischer Fußballspieler.

## Karriere
Tominari erlernte das Fußballspielen in der Universitätsmannschaft der Fukuoka-Universität. Seinen ersten Vertrag unterschrieb er 2009 bei FC Gifu. Der Verein spielte in der zweithöchsten Liga des Landes, der J2 League. Im August 2012 wechselte er zum Drittligisten Fujieda MYFC. 2014 wechselte er zum Ligakonkurrenten Kagoshima United FC. 2018 wurde er mit dem Verein Vizemeister der J3 League und stieg in die J2 League auf. Ende 2019 beendete er seine Karriere als Fußballspieler.